# Natação no Campeonato Mundial de Esportes Aquáticos de 2017 - 100 m costas feminino
A prova dos 100 metros costas feminino da natação no Campeonato Mundial de Esportes Aquáticos de 2017 ocorreu nos dias 24 de julho e 25 de julho em Budapeste na Hungria.

## Recordes
Antes desta competição, os recordes mundiais e do campeonato nesta prova eram os seguintes:
| Tipo                  | Atleta          | Tempo | Local | Data                |
| --------------------- | --------------- | ----- | ----- | ------------------- |
|                       | Gemma Spofforth | 58.12 | Roma  | 28 de julho de 2009 |
| Recorde do campeonato | Gemma Spofforth | 58.12 | Roma  | 28 de julho de 2009 |

Os seguintes novos recordes foram estabelecidos durante esta competição. 
| Data        | Prova | Nadadora    | Nacionalidade | Tempo | Recordes |
| ----------- | ----- | ----------- | ------------- | ----- | -------- |
| 25 de julho | Final | Kylie Masse | Canadá        | 58.10 | ,        |

## Medalhistas
| Ouro              | Prata                | Bronze              |
| Kylie Masse (CAN) | Kathleen Baker (USA) | Emily Seebohm (AUS) |

## Resultados

### Eliminatórias
Esses foram os resultados das eliminatórias. Foram realizadas no dia 24 de julho com início às 09:30. 
| Pos. | Bateria | Raia | Nadadora              | Nacionalidade          | Tempo   | Notas            |
| ---- | ------- | ---- | --------------------- | ---------------------- | ------- | ---------------- |
| 1    | 6       | 4    | Kylie Masse           | Canadá                 | 58.62   | Q                |
| 2    | 5       | 4    | Katinka Hosszú        | Hungria                | 58.80   | Q, RET           |
| 3    | 6       | 5    | Emily Seebohm         | Austrália              | 58.95   | Q                |
| 4    | 4       | 3    | Anastasia Fesikova    | Rússia                 | 59.58   | Q                |
| 5    | 4       | 5    | Olivia Smoliga        | Estados Unidos         | 59.70   | Q                |
| 6    | 4       | 4    | Kathleen Baker        | Estados Unidos         | 59.76   | Q                |
| 7    | 6       | 6    | Holly Barratt         | Austrália              | 59.87   | Q                |
| 8    | 5       | 3    | Chen Jie              | China                  | 59.88   | Q                |
| 8    | 5       | 6    | Kathleen Dawson       | Reino Unido            | 59.88   | Q                |
| 10   | 4       | 6    | Daria Ustinova        | Rússia                 | 59.90   | Q                |
| 11   | 6       | 3    | Georgia Davies        | Reino Unido            | 1:00.24 | Q                |
| 12   | 5       | 7    | Simona Baumrtová      | Chéquia                | 1:00.28 | Q                |
| 13   | 4       | 2    | Hilary Caldwell       | Canadá                 | 1:00.37 | Q                |
| 14   | 4       | 7    | Kira Toussaint        | Países Baixos          | 1:00.52 | Q                |
| 14   | 5       | 5    | Fu Yuanhui            | China                  | 1:00.52 | Q                |
| 16   | 6       | 2    | Daryna Zevina         | Ucrânia                | 1:00.59 | Q                |
| 17   | 5       | 8    | Mathilde Cini         | França                 | 1:00.70 | Q                |
| 18   | 6       | 9    | Theodora Drakou       | Grécia                 | 1:00.88 |                  |
| 19   | 3       | 6    | África Zamorano       | Espanha                | 1:00.89 |                  |
| 20   | 4       | 0    | Margherita Panziera   | Itália                 | 1:01.03 |                  |
| 21   | 5       | 0    | Im Da-sol             | Coreia do Sul          | 1:01.07 |                  |
| 22   | 4       | 8    | Alicja Tchórz         | Polónia                | 1:01.26 |                  |
| 23   | 5       | 1    | Mimosa Jallow         | Finlândia              | 1:01.33 |                  |
| 24   | 3       | 5    | Ida Lindborg          | Suécia                 | 1:01.40 |                  |
| 25   | 4       | 1    | Andrea Berrino        | Argentina              | 1:01.63 |                  |
| 26   | 6       | 0    | Gabrielle Fa'amausili | Nova Zelândia          | 1:01.80 |                  |
| 27   | 3       | 0    | Ugnė Mažutaitytė      | Lituânia               | 1:02.02 | Recorde nacional |
| 28   | 3       | 4    | Fernanda González     | México                 | 1:02.03 |                  |
| 29   | 4       | 9    | Caroline Pilhatsch    | Áustria                | 1:02.10 |                  |
| 29   | 6       | 7    | Katarína Listopadová  | Eslováquia             | 1:02.10 |                  |
| 31   | 5       | 9    | Claudia Lau           | Hong Kong              | 1:02.23 |                  |
| 32   | 3       | 1    | Isabella Arcila       | Colômbia               | 1:02.24 |                  |
| 32   | 5       | 2    | Béryl Gastaldello     | França                 | 1:02.24 |                  |
| 34   | 6       | 8    | Ekaterina Avramova    | Turquia                | 1:02.42 |                  |
| 35   | 6       | 1    | Yekaterina Rudenko    | Cazaquistão            | 1:02.51 |                  |
| 36   | 2       | 2    | Naomi Ruele           | Botswana               | 1:02.96 |                  |
| 37   | 3       | 3    | Tatiana Salcutan      | Moldávia               | 1:03.08 |                  |
| 38   | 3       | 7    | Gabriela Georgieva    | Bulgária               | 1:03.56 |                  |
| 39   | 3       | 2    | Kristina Steina       | Letônia                | 1:04.03 |                  |
| 40   | 3       | 8    | Kimiko Raheem         | Sri Lanka              | 1:04.06 |                  |
| 41   | 2       | 5    | Signhild Joensen      | Ilhas Feroé            | 1:04.50 |                  |
| 42   | 2       | 3    | Lushavel Stickland    | Samoa                  | 1:04.96 |                  |
| 43   | 2       | 6    | Robyn Lee             | Zimbabwe               | 1:05.05 |                  |
| 44   | 2       | 8    | Carolina Cermelli     | Panamá                 | 1:05.50 |                  |
| 45   | 3       | 9    | Karen Vilorio         | Honduras               | 1:05.88 |                  |
| 46   | 2       | 7    | Hiba Fahsi            | Marrocos               | 1:06.08 |                  |
| 47   | 2       | 0    | Cheyenne Rova         | Fiji                   | 1:07.10 |                  |
| 48   | 1       | 4    | Elodie Razafy         | Madagáscar             | 1:07.49 |                  |
| 49   | 2       | 4    | Alexus Laird          | Seicheles              | 1:07.67 |                  |
| 50   | 2       | 1    | Lauren Hew            | Ilhas Caimã            | 1:08.38 |                  |
| 51   | 1       | 6    | Lea Ricart Martínez   | Andorra                | 1:08.60 |                  |
| 52   | 1       | 2    | Jennifer Rizkallah    | Líbano                 | 1:10.36 |                  |
| 53   | 1       | 8    | Britheny Joassaint    | Haiti                  | 1:12.12 |                  |
| 54   | 1       | 3    | Nooran Ba Matraf      | Iêmen                  | 1:12.38 |                  |
| 55   | 1       | 5    | Victoria Chentsova    | Marianas Setentrionais | 1:14.32 |                  |
| 56   | 1       | 7    | Yesuin Bayar          | Mongólia               | 1:14.77 |                  |
| 57   | 1       | 0    | Robyn Young           | Essuatíni              | 1:16.34 |                  |
| 58   | 2       | 9    | Amanda Poppe          | Guam                   | 1:18.24 |                  |
| 59   | 1       | 1    | Ammara Pinto          | Malawi                 | 1:20.95 |                  |

### Semifinal
Esses foram os resultados das semifinais. Foram realizadas no dia 24 de julho com início às 18h24. 
Semifinal 1
| Pos. | Raia | Nadadora        | Nacionalidade  | Tempo   | Notas |
| ---- | ---- | --------------- | -------------- | ------- | ----- |
| 1    | 4    | Emily Seebohm   | Austrália      | 58.85   | Q     |
| 2    | 5    | Olivia Smoliga  | Estados Unidos | 59.07   | Q     |
| 3    | 6    | Kathleen Dawson | Reino Unido    | 59.82   | Q     |
| 4    | 2    | Georgia Davies  | Reino Unido    | 59.94   |       |
| 5    | 3    | Holly Barratt   | Austrália      | 59.95   |       |
| 6    | 7    | Hilary Caldwell | Canadá         | 1:00.29 |       |
| 7    | 1    | Fu Yuanhui      | China          | 1:00.39 |       |
| 8    | 8    | Mathilde Cini   | França         | 1:00.44 |       |

Semifinal 2
| Pos. | Raia | Nadadora           | Nacionalidade  | Tempo   | Notas |
| ---- | ---- | ------------------ | -------------- | ------- | ----- |
| 1    | 4    | Kylie Masse        | Canadá         | 58.18   | Q,    |
| 2    | 3    | Kathleen Baker     | Estados Unidos | 59.03   | Q     |
| 3    | 5    | Anastasia Fesikova | Rússia         | 59.26   | Q     |
| 4    | 7    | Simona Baumrtová   | Chéquia        | 59.65   | Q,    |
| 5    | 2    | Daria Ustinova     | Rússia         | 59.74   | Q     |
| 6    | 6    | Chen Jie           | China          | 59.85   |       |
| 7    | 8    | Daryna Zevina      | Ucrânia        | 1:00.40 |       |
| 8    | 1    | Kira Toussaint     | Países Baixos  | 1:00.76 |       |

### Final
A final foi realizada em 25 de julho às 18h21. 
| Pos.              | Raia | Nadadora           | Nacionalidade  | Tempo | Notas |
| ----------------- | ---- | ------------------ | -------------- | ----- | ----- |
| Medalha de ouro   | 4    | Kylie Masse        | Canadá         | 58.10 | ,     |
| Medalha de prata  | 3    | Kathleen Baker     | Estados Unidos | 58.58 |       |
| Medalha de bronze | 5    | Emily Seebohm      | Austrália      | 58.59 |       |
| 4                 | 6    | Olivia Smoliga     | Estados Unidos | 58.77 |       |
| 5                 | 2    | Anastasia Fesikova | Rússia         | 58.83 |       |
| 6                 | 1    | Daria Ustinova     | Rússia         | 59.50 |       |
| 7                 | 7    | Simona Baumrtová   | Chéquia        | 59.71 |       |
| 8                 | 8    | Kathleen Dawson    | Reino Unido    | 59.90 |       |

Legenda
| Recorde mundial       | Recorde mundial (World record)               |                       | Recorde africano                      | Recorde africano (African) |                                           | Q | Classificado por posição (Qualified) |
| Recorde do campeonato | Recorde do campeonato (Championship record)  | Recorde da América    | Recorde da América (Americas)         | q                          | Classificado por melhor tempo (Qualified) |   |                                      |
| Melhor marca do ano   | Melhor marca do ano (World leading)          | Recorde asiático      | Recorde asiático (Asian)              | DNS                        | Não largou (Did not start)                |   |                                      |
| Recorde nacional      | Recorde nacional (National record)           | Recorde europeu       | Recorde europeu (European)            | DNF                        | Não terminou (Did not finish)             |   |                                      |
| Recorde pessoal       | Recorde pessoal do atleta (Personal best)    | Recorde da Oceania    | Recorde da Oceania (Oceania)          | DSQ / DQ                   | Desclassificado (Disqualified)            |   |                                      |
| Recorde da temporada  | Recorde da temporada do atleta (Season best) | Recorde sul-americano | Recorde sul-americano (South America) | NM                         | Sem marca (No mark)                       |   |                                      |